# NGC 3497
NGC 3497 је лентикуларна галаксија у сазвежђу Пехар која се налази на NGC листи објеката дубоког неба.
Деклинација објекта је - 19° 28' 17" а ректасцензија 11h 7m 18,1s. Привидна величина (магнитуда) објекта NGC 3497 износи 11,6 а фотографска магнитуда 12,6. NGC 3497 је још познат и под ознакама NGC 3525, NGC 3528, IC 2624, MCG -3-28-37, ESO 570-6, PGC 33667.